# كفر حانوت البحري
كفر حانوت البحري إحدى قرى مركز زفتى التابع لمحافظة الغربية بجمهورية مصر العربية.

## التاريخ
أصل الكفر من توابع حانوت ثم فصل عنها في تاريخ 1228هـ/1813م الذي عدّ قرى مصر بعد المسح الذي قام به محمد علي باشا، ألغي الكفر في سنة 1260 هـ وأعيد إلى حانوت. صدر قرار بإعادة تكوين الكفر في سنة 1900 باسم كفر حانوت وأضيف إلى اسمه كلمة البحري في سنة 1906 تمييزًا له عن كفر حانوت القبلي.

## السكان
بلغ عدد سكان كفر حانوت البحري 2542 نسمة حسب تقدير عام 2018.
| السنة  | 1907 | 1960 | 1976 | 1986 | 1996 | 2006  | 2018 |
| ------ | ---- | ---- | ---- | ---- | ---- | ----- | ---- |
| القرية | 662  | 868  | 983  | 1606 | 1928 | 2,249 | 2542 |